# Route nationale 185 (Italie)
Pour les articles homonymes, voir Route nationale 185 (homonymie).
La route nationale 185 di Sella Mandrazzi (SS 185) est une route nationale italienne qui relie la vallée de l'Alcantara à la côte tyrrhénienne de la ville métropolitaine de Messine.
Son parcours, long de près de 70 km, commence à Terme Vigliatore, dans le hameau de San Biagio, et se termine à Giardini-Naxos, reliant ainsi par le col de Portella Mandrazzi (1 125 mètres d'altitude) la route nationale 113 avec la route nationale 114.

## Histoire
La route nationale 185 a été créée en 1953 avec l'itinéraire suivant : « bifurcation avec la SS 113 au niveau du pont du ruisseau Mazzarrà - Sella Mandrazzi - Francavilla di Sicilia - bifurcation avec la SS 114 au sud de Taormine ».

## Itinéraire

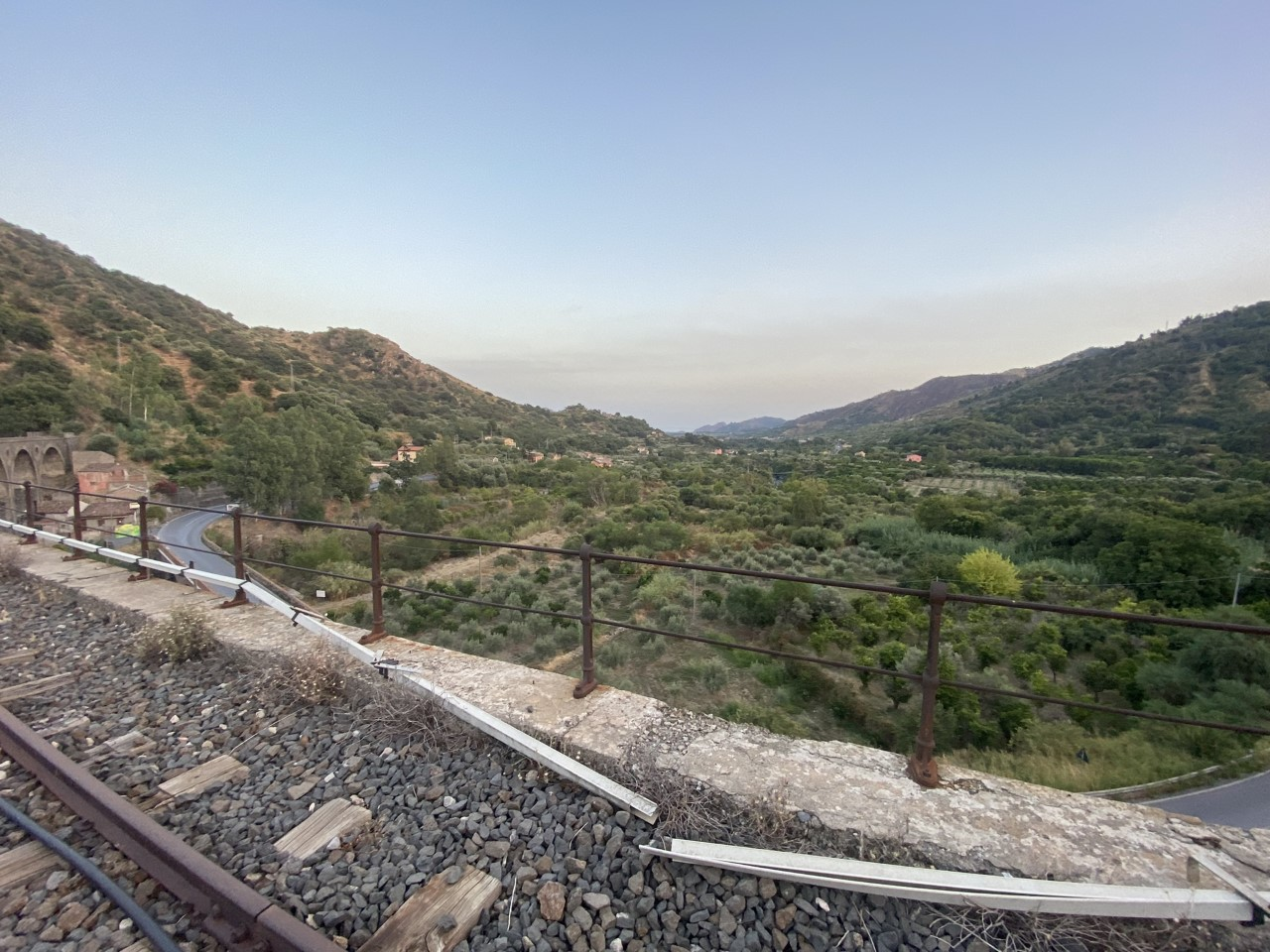
La vallée de l'Alcantara vue depuis le ponte San Cataldo, viaduc ferroviaire en voûte de la ligne Alcantara-Randazzo à proximité de Motta Camastra. L'ouvrage surplombe la SS 185.

La première partie du tracé de 47 km, constitue la traversée des monts Peloritains. La route remonte le long de la vallée du torrent Mazzarrà et traverse les communes de Mazzarrà Sant'Andrea et Novara di Sicilia jusqu'à la Sella Mandrazzi d'où elle redescend à Francavilla di Sicilia. De cette localité, la route traverse la vallée de l'Alcantara, longeant le territoire du parc fluvial jusqu'à Giardini-Naxos.
Les caractéristiques techniques de la route la rendent impraticable à la circulation dense. La largeur de la chaussée est suffisante pour permettre le passage entre véhicules légers sans réduction excessive de la vitesse, sauf dans le tronçon allant de Mojo Alcantara à Francavilla di Sicilia et dans le tronçon à côté de Portella Mandrazzi. Il existe également des goulets d'étranglement sur les ponts entre Francavilla di Sicilia et Gaggi. L'équipement d'hiver est obligatoire de novembre à mars dans le tronçon du col.

### Parcours
| di Sella Mandrazzi |                                                      |      |          |
| Type               | Indication                                           | ↓km↓ | Province |
|                    | Bivio Salicà Settentrionale Sicula                   | 0,0  | ME       |
|                    | pour Rodì Milici                                     | 1,2  | ME       |
|                    | Mazzarrà Sant'Andrea pour Basicò, Montalbano Elicona | 5,5  | ME       |
|                    | pour Fantina                                         | 18,1 | ME       |
|                    | Novara di Sicilia pour San Basilio                   | 19,7 | ME       |
|                    | pour Fondachelli                                     | 27,2 | ME       |
|                    | Portella Mandrazzi                                   | 30,3 | ME       |
|                    | Borgo Schisina                                       | 38,0 | ME       |
|                    | pour Mojo Alcantara                                  | 47,0 | ME       |
|                    | Francavilla di Sicilia pour Castiglione di Sicilia   | 50,0 | ME       |
|                    | Fondaco Motta pour Motta Camastra                    | 53,2 | ME       |
|                    | Gorges de l'Alcantara                                | 54,8 | ME       |
|                    | pour Graniti                                         | 60,1 | ME       |
|                    | Gaggi pour Calatabiano                               | 61,9 | ME       |
|                    | Trappitello                                          | 66,2 | ME       |
|                    | Messine-Catane (Jonction de Giardini-Naxos)          | 67,7 | ME       |
|                    | Giardini-Naxos Orientale Sicula                      | 68,5 | ME       |